# Nightmares
Nightmares is een Amerikaanse horror-anthologiefilm uit 1983, geregisseerd door Joseph Sargent.

## Verhaal
De film bestaat uit vier korte films die gebaseerd zijn op urban legends:
- Terror in Topanga:

De eerste gaat over een vrouw die een moordenaar tegenkomt op de achterbank van haar auto.
- The Bishop of Battle:

De tweede gaat over een tiener die verslaafd is aan videogames en die helemaal opgaat in zijn game.
- The Benediction:

De derde richt zich op een gevallen priester die wordt gestalkt door een pick-uptruck uit de hel.
- Night of the Rat:

De laatste volgt een gezin uit de buitenwijken dat thuis vecht tegen een gigantische rat.

## Rolverdeling

### Terror in Topanga
| Acteur            | Personage              |
| ----------------- | ---------------------- |
| Cristina Raines   | Lisa                   |
| Anthony James     | de winkelbediende      |
| William Sanderson | de tankstationbediende |
| Lee Ving          | William Henry Glazier  |
| Clare Torao       | Mori, de nieuwsvrouw   |

### The Bishop of Battle
| Acteur             | Personage                     |
| ------------------ | ----------------------------- |
| Emilio Estevez     | J.J. Cooney                   |
| Louis Giambalvo    | Jerry Cooney                  |
| Mariclare Costello | Adele Cooney                  |
| Moon Unit Zappa    | Pamela                        |
| Billy Jayne        | Zock Maxwell                  |
| James Tolkan       | stem van The Bishop of Battle |

### The Benediction
| Acteur           | Personage          |
| ---------------- | ------------------ |
| Lance Henriksen  | MacLeod            |
| Tony Plana       | vader Luis Del Amo |
| Timothy Scott    | sheriff            |
| Robin Gammell    | bisschop           |
| Rose Mary Campos | moeder             |

### Night of the Rat
| Acteur              | Personage      |
| ------------------- | -------------- |
| Richard Masur       | Steven Houston |
| Veronica Cartwright | Clair Houston  |
| Bridgette Andersen  | Brooke Houston |
| Albert Hague        | Mel Keefer     |

## Ontvangst
Op Rotten Tomatoes heeft Nightmares een waarde van 29% en een gemiddelde score van 5,50/10, gebaseerd op 7 recensies. Op Metacritic heeft de film een gemiddelde score van 39/100, gebaseerd op 5 recensies.

## Prijzen en nominaties
| Jaar | Prijs                                                           | Categorie     | Genomineerde(n)   | Uitslag     |
| ---- | --------------------------------------------------------------- | ------------- | ----------------- | ----------- |
| 1984 | Brussels International Festival of Fantastic Film (Gouden Raaf) | Beste film    | Joseph Sargent    | Gewonnen    |
| 1984 | Saturn Award                                                    | Beste make-up | James R. Scribner | Genomineerd |